# Marcia Gudereit
Marcia Gudereit (* 8. September 1965 in Moose Jaw, Saskatchewan als Marcia Schiml) ist eine kanadische Curlerin.
Ihr internationales Debüt hatte Gudereit bei der Weltmeisterschaft 1993 in Genf, wo sie die Goldmedaille gewann. 1994 und 1997 konnte sie diesen Erfolg wiederholen.
Gudereit gehörte zur Mannschaft die 1997 die kanadischen Olympic Curling Trails gewann und vertrat Kanada bei den XVIII. Olympischen Winterspielen in Nagano im Curling als Lead. Die Mannschaft um Skip Sandra Schmirler gewann die olympische Goldmedaille nach einem 7:5-Sieg im Finale gegen Dänemark um Skip Helena Blach Lavrsen.

## Erfolge
- Olympiasiegerin 1998
- Weltmeisterin 1993, 1994, 1997